# 폴 마리 블랑거
폴 마리 블랑거(영어: Paul-Marie Boulanger, 1950년 3월 19일~)는 지속 가능한 개발 및 소비 연구에 적극적인 벨기에 사회학자이다.

## 작업
폴 마리 블랑거는 스트라스부르 대학과 루벤 대학에서 사회학 학위를 받았다.
루벤 카톨릭 대학의 인구통계학과에서 그는 인구통계학, 사회보장학, 노동시장에 초점을 맞췄으며 유럽개발보건국(European Agency for Development and Health)에서 근무할 때는 아프리카의 식량안보와 기아예방을 담당했다.
폴 마리 블랑거 (Paul-Marie Boulanger)는 1996년부터 지속 가능한 개발과 전환에 대해 연구하는 '지속 가능한 개발 연구소'(벨기에)의 설립자 중 한 명이며, 1999년과 2016년 사이에 연구 소장을 역임했다. 그의 논문 중 일부는 지속 가능한 개발 및 소비 이론에 있으며, 지속 가능한 개발을 위한 모델에 대한 그의 연구는 여러 저자에 의해 사용되었다. 블랑거(Boulanger)는 또한 인간 복지의 사회 지표, 의사결정 지원 모델 및 방법, 기후 변화에 대해 일했으며, 논의된 바와 같이, 블랑거(Boulanger)는 진보의 척도로서 GDP를 능가할 수 있는 개발 지표의 희박한 트랙션 분석을 포함하여 복합 지표 이론에 기여했다.
그는 또한 과학의 재현성 위기 및 현재 유행병의 해석과 같은 Niklas Luhmann에 대한 이론의 적용을 연구한다.